# 八幡西郵便局
八幡西郵便局（やはたにしゆうびんきょく）は、福岡県北九州市八幡西区にある郵便局。民営化前の分類では集配普通郵便局であった（現在は集配機能を廃止）。

## 概要
住所：〒806-0037 福岡県北九州市八幡西区東王子町3-1

## 沿革
- 1872年1月14日（明治4年12月5日） - 黒崎（くろさき）郵便取扱所として開設[1]。
- 1875年（明治8年）1月1日 - 黒崎郵便局（五等）となる。
- 1885年（明治18年）6月25日 - 貯金取扱を開始。
- 1890年（明治23年）11月1日 - 為替取扱を開始。
- 1900年（明治33年）3月1日 - 黒崎郵便電信局となる。
- 1903年（明治36年）4月1日 - 通信官署官制の施行に伴い黒崎郵便局となる。
- 1962年（昭和37年）10月29日 - 八幡市黒崎町二丁目から同市熊手町に移転[2]するとともに、電話通話および和文電報受付業務を開始[3]。
- 1980年（昭和55年）9月29日 - 八幡西区熊手二丁目から同区東王寺町に移転[4]。
- 1989年（平成元年）5月1日 - 八幡西郵便局に改称。
- 1998年（平成10年）9月1日 - 外国通貨の両替および旅行小切手の売買に関する業務取扱を開始。
- 2003年（平成15年）3月24日 - 八幡西区内における集配業務再編に伴い、上津役出張所管内の集配業務を八幡南郵便局へ移管。
- 2007年（平成19年）10月1日 - 民営化に伴い、併設された郵便事業八幡西支店に一部業務を移管。
- 2012年（平成24年）10月1日 - 日本郵便株式会社発足に伴い、郵便事業八幡西支店を八幡西郵便局に統合。
- 2019年（平成31年）2月18日 - 集配業務を八幡郵便局に移管し、無集配局となる。郵便番号も〒806-8799から〒806-0037に変更。

## 取扱内容
- 郵便、印紙、ゆうパック、内容証明
- 貯金、為替、振替、振込、国際送金、国債、投資信託
- 生命保険、バイク自賠責保険
- ゆうちょ銀行ATM

## 周辺
- 八幡西警察署
- 皇后崎公園
- 国道3号
- 国道200号

## アクセス
- 筑豊電鉄・筑豊電気鉄道線 熊西駅から徒歩で約12分、JR鹿児島本線 黒崎駅から徒歩で約18分。
- 西鉄バス・北九州市営バス「八幡西郵便局前」停留所下車。
- 北九州高速4号線 黒崎出入口から北へ約2.5km。
- 駐車場あり：35台